# 호리 나오요시 (1637년)
호리 나오요시(일본어: 堀直吉)는 에치고 야스다 번(후의 무라마쓰번) 제2대 번주를 지냈다. 나오요리계 지류 호리가 제2대 당주.
호리 나오토키의 차남으로 태어났다.
| 전임 호리 나오토키 | 제2대 야스다 번 번주 (호리가) 1643년 ~ 1644년 | 후임 무라마쓰 진야로 이전 |

| 전임 호리 나오토키 | 제2대 무라마쓰번 번주 (호리가) 1644년 ~ 1676년 | 후임 호리 나오토시 |